# ライジングゼファーフクオカの選手一覧
Bリーグのバスケットボールチーム・ライジングゼファーフクオカ（旧・ライジング福岡）に所属する選手の一覧。

## 選手とスタッフ

### 歴代ヘッドコーチ
1. カール・ジョン・ニューマン（2007年 - 2009年）
2. 小川忠晴（2009年 - 2012年2月）
3. 金澤篤志（2012年2月 - 2013年）
4. マック・タック（英語版）（2013年7月 - 11月）
5. 佐野公俊（2013年10月-11月にHC代行、11月 -2014年1月までHC）
6. ジェームス・ダンカン（英語版）（2014年1月 - 12月）
  1. 浜中謙（代行、2014年12月）
7. ジョー・ブライアント（2014年12月 - 2015年）
8. 森山知広（2015年 - 2016年3月）
  1. 石橋貴俊（代行、2016年3月）
9. ジョゼップ・クラロス（2016年3月 - 5月）
10. 金澤篤志（2016年6月 - 2017年2月）
11. 堀健太郎（2017年2月 - 2017年6月）
12. 河合竜児（2017年7月 - 2018年11月）
13. ボブ・ナッシュ（2018年11月 - 2019年）
14. ユーギ・カミノス（2019年 - 2020年1月）
15. ジョゼップ・クラロス（2020年1月 - 2021年）
16. 梅嵜英毅（2021年 - 2022年）
17. ラモン・ロペス・スアレス（2022年 - 2024年）
18. 浜口炎（2024年 - ）

## 過去の所属選手
- 末廣潤
- 有馬浩平
- ドンゴ・ヌジャイ
- 中園隆一郎
- 陰承民
- 平井崇士
- ジョシュ・ペッパーズ
- マイケル・ガーデナー
- ジェフリー・プライス
- 中川和之
- マイケル・スターンズ
- ブランドン・トビアス
- ラッセル・ブラウン
- 福田幹也
- 比留木謙司
- レオ・ローガン
- ジェシー・キング
- ショーン・テイラー
- トレントン・ドラフツ
- 田村大輔
- トレボーン・ブライアント
- 呉屋貴教
- 原口真英
- アイザイア・フォックス
- 三友康平
- マーリン・ブライアント
- 千々岩利幸
- シルベスター・モーガン
- 川面剛
- リチャード・フォード・ジュニア
- ジャトーヴィアス・ヘンダーソン
- マイケル・パーカー
- 陳海沫
- 堤啓士朗
- ナイル・マーリー
- アブドゥーラ・クウソー
- /ティアゴ・コルデイロ
- 君塚大輔
- イヴォ・フーガー
- ゲイリー・ハミルトン
- ジャメイン・ディアマン
- ケビン・パルマー
- カルロス・ディクソン
- ゼーン・ジョンソン
- ジャスティン・ジョンソン
- ジュリアス・アシュビー
- 高畠佳介
- 竹野明倫
- 桝本純也
- 青木康平
- 小野元
- 佐野吉宗
- 徳永林太郎
- グレッグ・ロギンズ
- カーク・バーンスリーク
- サイラス・テイト
- ジョン・ハンフリー
- ビンゴ・メリエックス
- トラビス・デロチョウスキー
- 奥野功知
- 北向由樹
- 長島エマニエル
- 加納督大
- 青野文彦
- ジョシュ・ペッパーズ
- ファイ・パプ月瑠